# Sierpe
Sierpe – dystrykt w Kostaryce, w kantonie Osa, w prowincji Puntarenas.

## Geografia
Sierpe ma powierzchnię 631,15 kilometrów kwadratowych i leży na wysokości 8 m n.p.m..

## Demografia
Według zliczenia ludności w 2011 roku w dystrykcie Sierpe mieszka 4 205 mieszkańców.

## Transport

### Transport drogowy
Przez dystrykt Sierpe biegną następujące drogi krajowe:
- Droga krajowa nr 223
- Droga krajowa nr 245